# Łukasz Doliński
Łukasz Doliński (ur. 1750 w Białej Cerkwi, zm. 10 marca 1830 we Lwowie) – malarz ruski, wykształcony w Wiedniu, osiedlił się we Lwowie, gdzie malował obrazy historyczne, portrety, dekoracje freskowe kościołów i klasztorów ówczesnej Galicji i obrazy ołtarzowe. We lwowskim soborze św. Jura znajdują się jego obrazy Apostołów, Proroków i Świętych, Chrystus i Madonna, w krużganku klasztoru Bernardynów 6 scen Męki Pańskiej; dzieła jego znajdowały się też w cerkwi Świętych Piotra i Pawła (2 freski, zniszczone) i w cerkwi monasteru św. Onufrego ojców bazylianów. Z portretów wymienić należy portret metropolity lwowskiego Antoniego Angełłowicza.